# Coptops leucosticticus
Coptops leucosticticus es una especie de escarabajo longicornio del género Coptops, tribu Mesosini, subfamilia Lamiinae. Fue descrita científicamente por White en 1858.

## Descripción
Mide 15-27 milímetros de longitud.

## Distribución
Se distribuye por Camboya, China, India, Laos, Malasia, Birmania, Nepal, Tailandia y Vietnam.